# Georgetown (Colorado)
Georgetown és una població dels Estats Units a l'estat de Colorado. Segons el cens del 2000 tenia 1.088 habitants.

## Demografia
Segons el cens del 2000, Georgetown tenia 1.088 habitants, 503 habitatges, i 278 famílies. La densitat de població era de 442,2 habitants per km².
Dels 503 habitatges en un 24,1% hi vivien nens de menys de 18 anys, en un 44,1% hi vivien parelles casades, en un 8,3% dones solteres, i en un 44,7% no eren unitats familiars. En el 34,6% dels habitatges hi vivien persones soles el 5,2% de les quals corresponia a persones de 65 anys o més que vivien soles. El nombre mitjà de persones vivint en cada habitatge era de 2,08 i el nombre mitjà de persones que vivien en cada família era de 2,67.
Per edats la població es repartia de la següent manera: un 19% tenia menys de 18 anys, un 7,9% entre 18 i 24, un 33,9% entre 25 i 44, un 31% de 45 a 60 i un 8,2% 65 anys o més.
L'edat mediana era de 39 anys. Per cada 100 dones de 18 o més anys hi havia 112,3 homes.
La renda mediana per habitatge era de 42.969 $ i la renda mediana per família de 53.333 $. Els homes tenien una renda mediana de 35.952 $ mentre que les dones 28.068 $. La renda per capita de la població era de 25.180 $. Entorn del 3,4% de les famílies i el 6,2% de la població estaven per davall del llindar de pobresa.

## Poblacions més properes
El següent diagrama mostra les poblacions més properes.